# باري ونايت (سياسي)
باري ونايت (بالإنجليزية: Barry Knight)‏ هو سياسي أمريكي، ولد في 26 سبتمبر 1954. حزبياً، نشط في الحزب الجمهوري.

## وصلات خارجية
- الموقع الرسمي